# Art màuria

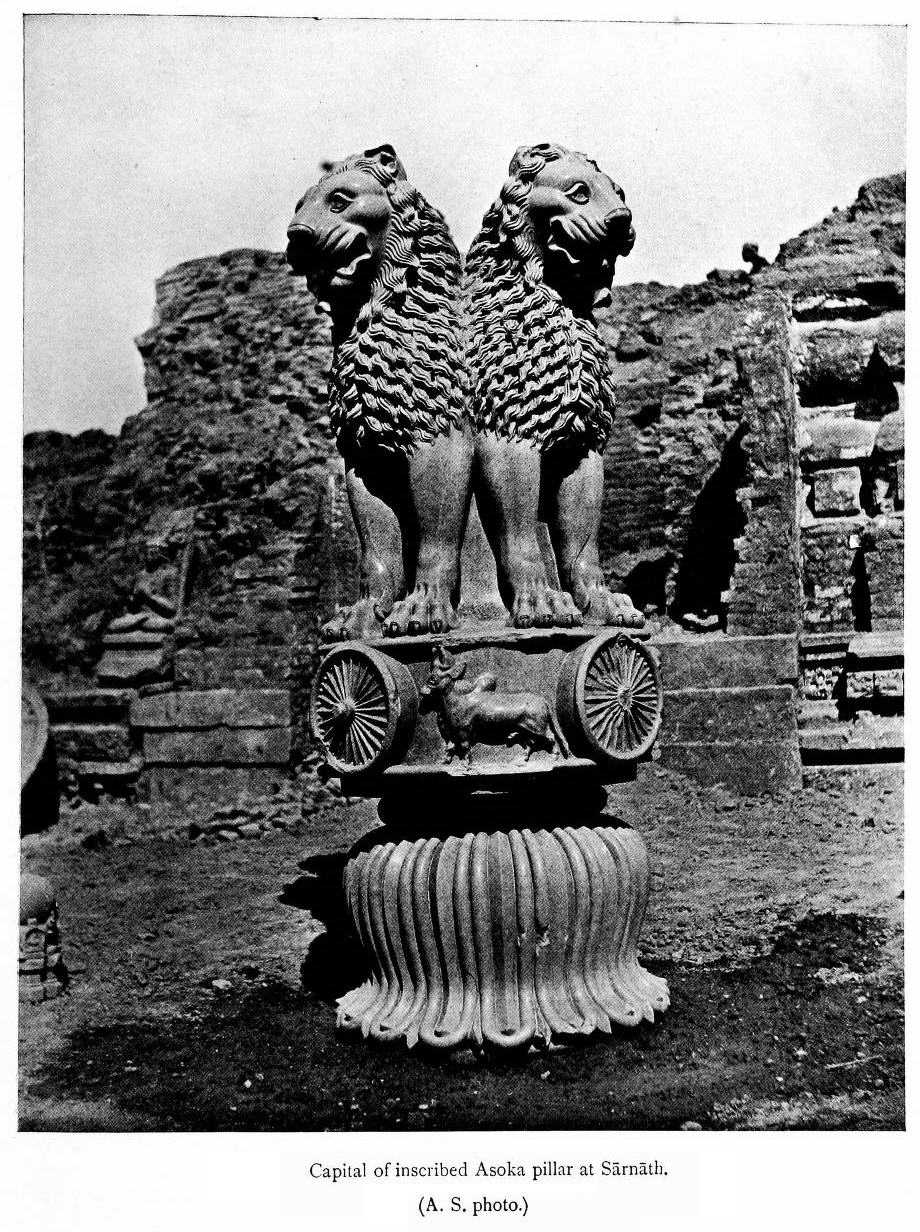
Els lleons d'Aixoka a Sarnath, abans de 1911; són l'emblema nacional de l'Índia i l'exemple més famós d'art màuria

L'art màuria abasta les arts produïdes durant el període de l'Imperi Màuria (segles IV-II aC), que va ser el primer imperi que va governar sobre la major part del subcontinent indi. Va representar una transició important en l'art indi per la utilització de la fusta i la pedra. Era un art reial utilitzat pels emperadors màuries, especialment per rei Aixoka (ca. 272 aC – 232 aC), una figura important de la història del budisme. Els exemples més remarcables d'aquest art els trobem als pilars, els stupes i les coves.

## Visió general

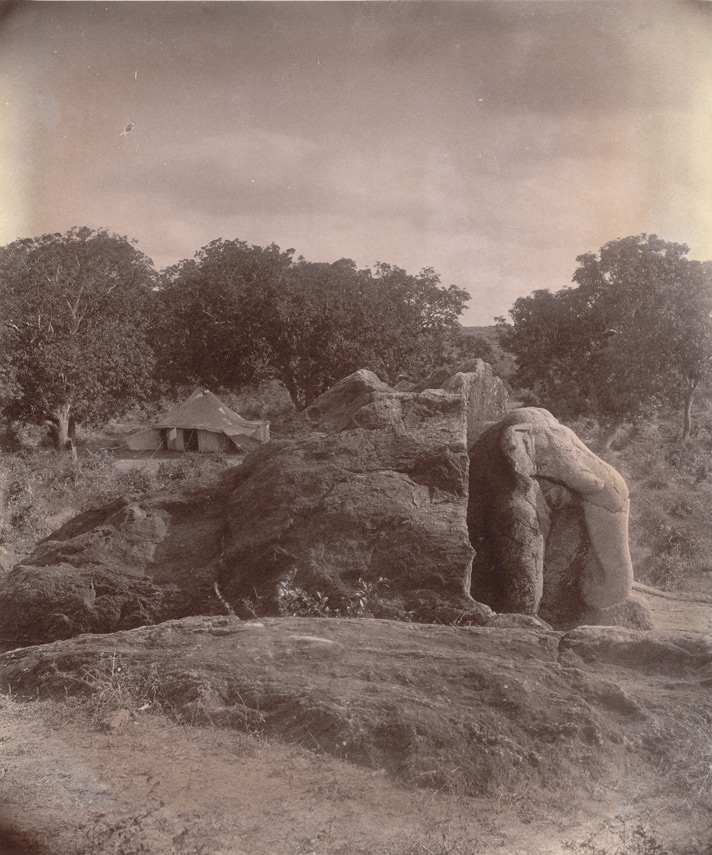
Elefant de pedra a Dhauli

D'acord amb l'historiador Niharranjan Ray, el patrimoni format per les joies de l'art màuria inclou les restes del palau reial i la ciutat de Pataliputra; el camí dels monòlits de Sarnath; el Bodhimandala –l'altar que descansa sobre quatre pilars– a Bodh Gaya; els chaitya –sales de pregària– excavats als pujols de Barabar i Nagarjuni de Gaya, els quals inclouen la cova de Sudama, que porta una inscripció datada el dotzè any del regnat d'Aixoka; les escultures que coronen els pilars decorats amb relleus animals i vegetals als àbacs dels capitells, i la part davantera de la representació d'un elefant tallat en una roca a Dhauli.
Ananda Coomaraswamy era del parer que l'art màuria es va desenvolupar durant tres fases principals. La primera fase va ser la continuació de la tradició premàuria, que es troba en alguns casos en la representació de les deïtats vèdiques: els exemples més significatius en són els relleus de Surya i Indra a les coves de Bhaja. La segona fase va tenir lloc en la plenitud de la cort del rei Aixoka, on es troba típicament a les columnes monolítiques en què s'inscriuen els seus edictes, i la tercera fase vindria marcada pel començament de la utilització del maó i la pedra en l'arquitectura, com és el cas de l'original stupa de Sanchi, el camí monolític de Sarnath i la cova Lomas Rishi pertanyent a les coves de Barabar, amb la seva façana ornamentada que reprodueix les formes d'una estructura de fusta.

## Arquitectura

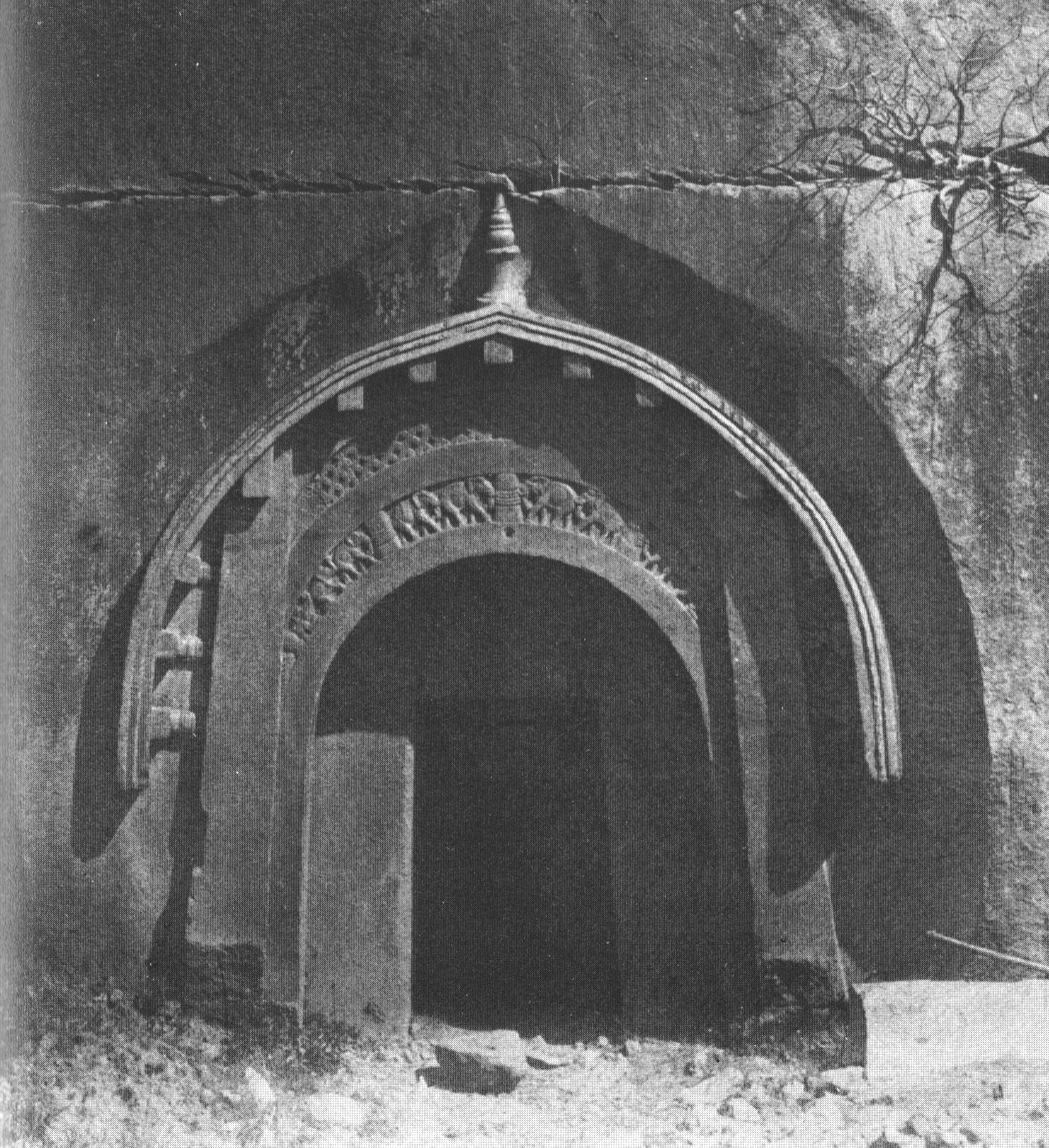
Arquitectura màuria a Barabar, cova de Lomas Rishi

Tot i que el període màuria va marcar cap al final una transició a l'ús del maó i la pedra, la fusta va continuar sent el material de construcció favorit. Kautilya, a l'Arthashastra, aconsella que s'utilitzin preferentment el maó i pedra per la seva durabilitat i dedica una gran part del text a les mesures de seguretat que s'han de prendre per prevenir els incendis en els edificis de fusta, cosa que indica la seva popularitat.

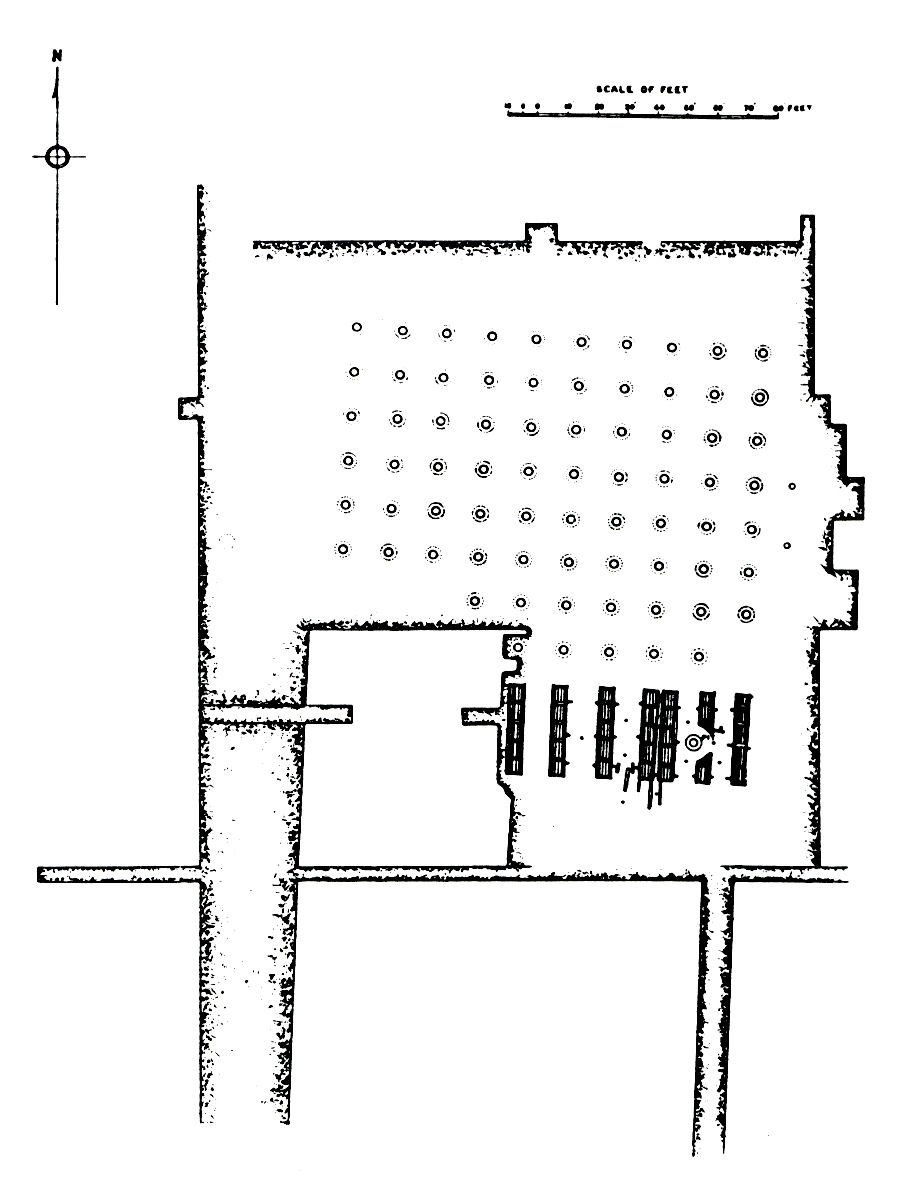
Planta de la gran sala dels 80 pilars de Kumhrar

Megastenes esmenta que la capital màuria, Pataliputra, estava envoltada per una palissada de fusta on s'hi havien practicat espitlleres des d'on els arquers podien disparar. Tenia seixanta-quatre portes i 570 torres. Segons Estrabó, les columnes daurades del palau estaven adornades amb ornaments vegetals d'or i ocells de plata. El palau estava situat en un extens parc esquitxat d'estanys amb peixos i amb una gran varietat d'arbres i arbustos ornamentals. Les excavacions portades a terme per David Spooner Brainard i Laurence Waddell van treure a la llum restes d'enormes palissades de fusta a Bulandi Bagh que correspondrien a l'antiga Pataliputra. Són de particular importància les ruïnes d'un dels edificis de la zona de Kumhrar, corresponents a una gran sala amb 80 pilars. De les 80 columnes de pedra, que a la seva època descansaven sobre una plataforma de fusta i aguantaven un sostre també de fusta, Spooner va ser capaç de descobrir tota la part inferior d'almenys una en condicions quasi perfectes. La columna s'assembla a un pilar d'Aixoka, llis i polit, fet de pedra grisa de gres provinent de Chunar.
Molts stupes com els de Sanchi, Sarnath i, probablement, Amaravati van ser construïts originàriament en forma de monticles de maó i maçoneria durant el regnat d'Aixoka. Malauradament, s'han anat renovant moltes vegades amb el pas del temps, per la qual cosa amb prou feines es poden intuir les estructures originals. Una gran part de les troballes es poden veure exposades al Museu Governamental de Chennai i al Museu Nacional de Nova Delhi.

## Escultura

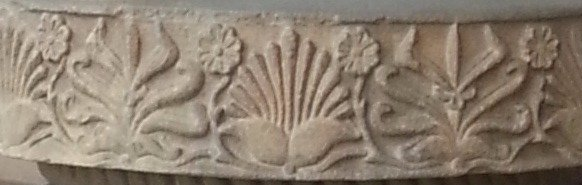
Detall de l'àbac del Capitell del Bou de Rampurva, amb decoració de palmetes, flors de lotus i rosetes

Aquest període va significar un pas endavant imaginatiu i impressionant per a l'escultura pètria de l'Índia; les produccions escultòriques anteriors probablement eren fetes de fusta i no han sobreviscut. Els capitells amb animals finament tallats d'alguns dels pilars d'Aixoka que han arribat fins a nosaltres en són les obres més conegudes, i entre tots ells destaca especialment el Capitell dels Lleons d'Aixoka de Sarnath, que ha passat a ser l'emblema nacional de l'Índia. L'esmentat Ananda Coomaraswamy distingeix entre l'art de la cort i un art més popular durant el període màuria. L'art de la cort estaria representat sobretot per les columnes i els seus capitells, mentre que l'art popular l'il·lustren les obres dels escultors locals, com ara la iakxi de Didarganj.

### Les columnes i els seus capitells

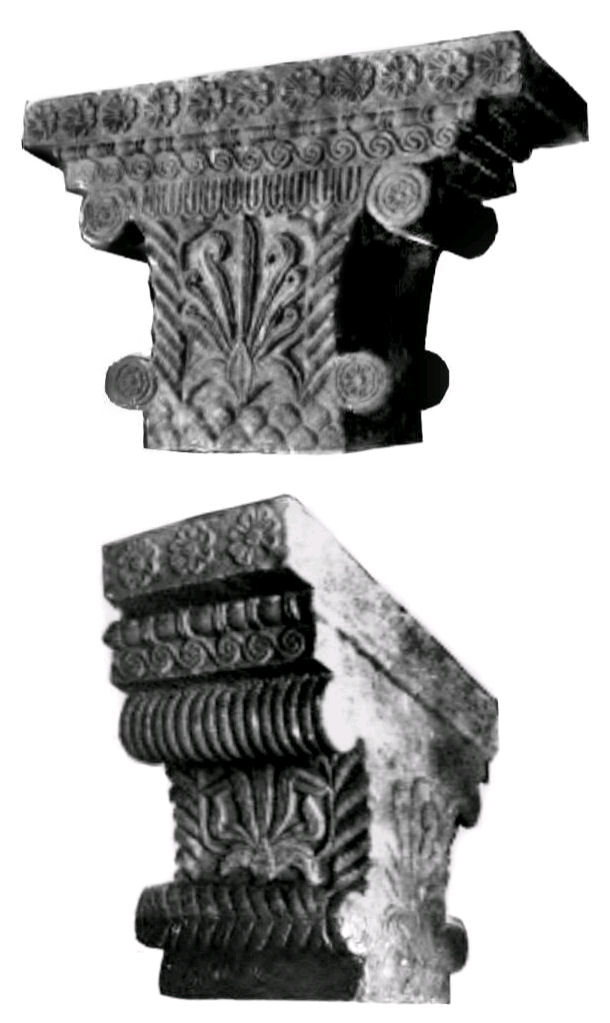
El capitell de Pataliputra, amb elements ornamentals que mostren influències tant de l'art aquemènida com del grec (segles IV-III aC)

El capitell de Pataliputra, que es remunta al segle iii aC, va ser descobert durant una excavació arqueològica a la ciutat de Pataliputra, a les ruïnes de l'antic palau de l'Imperi Màuria. Ha estat descrit com a «persojònic», amb una forta influència estilística grega, que inclou els dissenys de les volutes, la motllura o els meandres. Aquesta peça arquitectònica monumental suggereix una influència de l'art aquemènida i hel·lenístic a la cort màuria des des d'un bon començament.

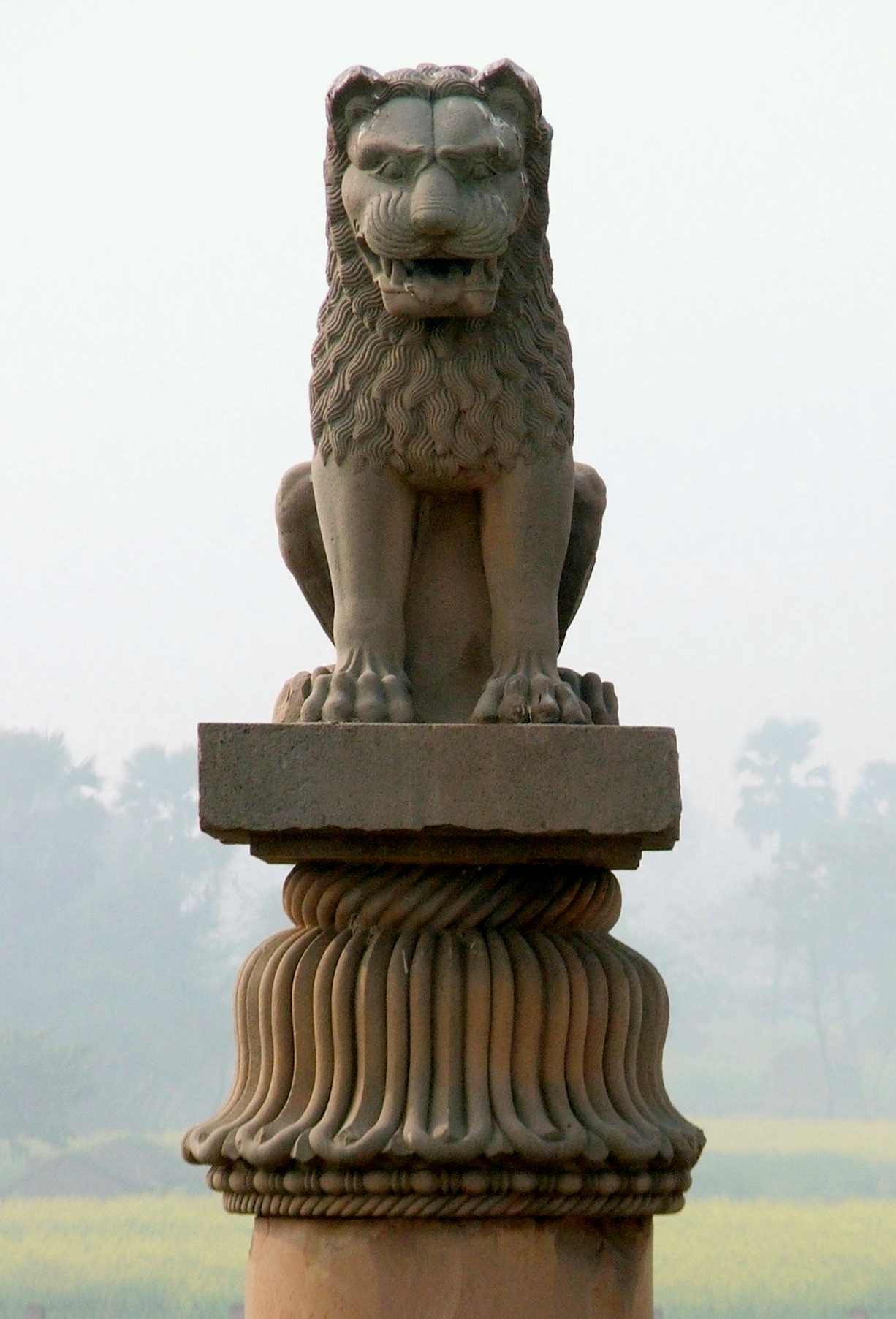
Capitell coronat per un lleó a Vaixali

L'emperador Aixoka també va fer erigir pilars religiosos arreu de l'Índia. Aquests pilars van ser tallats en dos tipus de pedra: n'hi ha que es van fer de pedra de gres vermella i blanca de la regió de Mathura, d'altres eren fets d'una dura pedra de gres de gra fi –en general de color beix amb petites taques negres– de la pedrera de Chunar, a la rodalia de Benarés. L'estil uniforme dels capitells de les columnes suggereix que tots plegats van ser esculpits per artesans de la mateixa regió. Sembla, doncs, que la pedra va ser transportada des de Mathura i Chunar fins als diferents llocs on s'han trobat els pilars i que, un cop allà, van ser esculpits pels artesans.
Els pilars religiosos de l'art màuria es caracteritzen per un tret molt singulars: estan acabats amb un poliment molt fi. Aquests pilars es van construir principalment a les planes del Ganges. Estan dedicats als Edictes d'Aixoka i expliquen diferents passatges de la vida de l'emperador i la seva visió del dharma i la justícia. Entre els capitells d'animals representats d'una manera molt realista i finament tallats, són dignes d'esment el dels Lleons de Sarnath, el del Bou de Rampurva i el del Lleó de Lauria Nandangarh. S'ha especulat molt sobre la similitud entre aquests capitells i les mostres d'art aquemènides.

### Exemples d'art popular

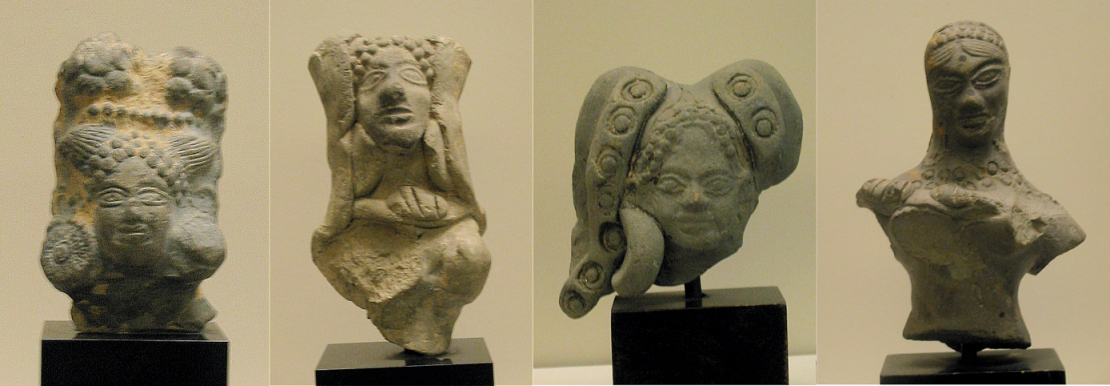
Petites estàtues de l'època màuria

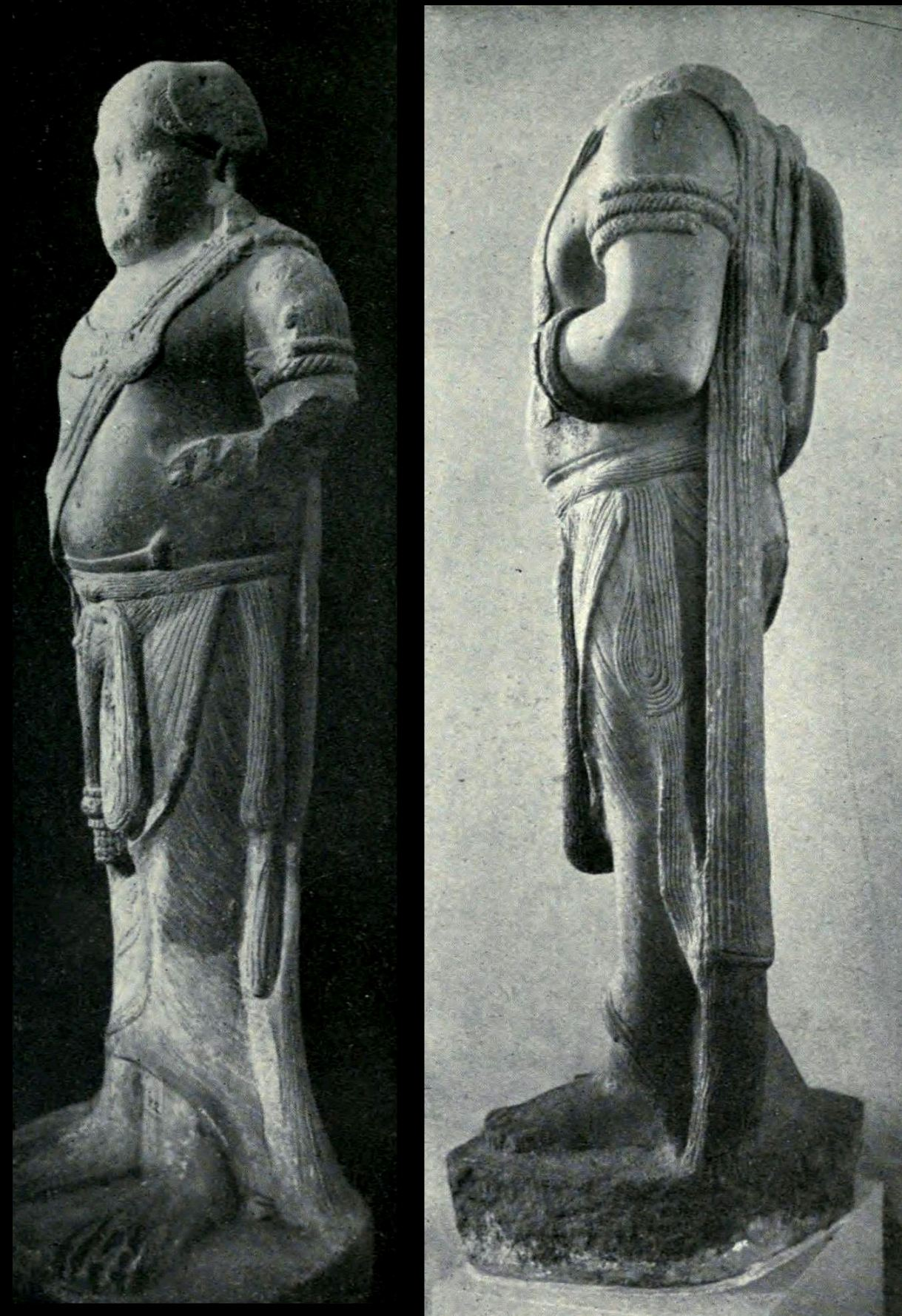
Dos monumentals iakxes descoberts a Patna

L'obra dels escultors locals il·lustra l'art popular del període màuria. Aquest tipus d'art aplega un conjunt d'obres que probablement no van ser encarregades per l'emperador. Els clients de l'art popular van ser els governadors locals i les capes benestants de la població. Està representat per figures com ara l'escultura femenina de Besnagar, la figura masculina de Parkham i l'estàtua coneguda com la Iakxi de Didarganj, que porta un espantamosques a la mà dreta; així i tot, la datació d'aquestes figures és motiu de debat. Tècnicament es van realitzar amb menys habilitat que els capitells dels pilars i expressen una considerable vitalitat física.
L'elefant de pedra de Dhauli probablement també va ser esculpit per artesans locals i no pels artistes notables que van ser els responsables dels capitells coronats per animals. La idea de l'elefant que emergeix de la roca és d'allò més impressionant, i el devien fer amb el propòsit de cridar l'atenció sobre la inscripció o edicte que hi havia a la vora.
Als jaciments màuries s'han trobat objectes de terracota de diverses mides. La tradició de modelar deesses mares en argila, que es remunta a l'època prehistòrica, va continuar durant l'Imperi Màuria, tal com ho testimonia la descoberta d'objectes d'aquesta mena en unes excavacions a Ahicchatra. Se'n troben de manera habitual en una gran àrea que va des de Pataliputra fins a Tàxila, a l'actual província del Panjab (Pakistan). Moltes d'aquestes figures tenen formes estilitzades i són fetes amb una tècnica més refinada, ja que tenen una forma ben definida i una decoració nítida. Algunes semblen haver estat fetes a partir de motlles, ja que no hi ha gaires diferències entre elles. Les terracotes de Tàxila són un conjunt d'ídols primitius i relleus votius en forma de deïtats, jocs de daus, guarniments personals i bibelots diversos. Entre els ornaments d'ús personal es van trobar medallons circulars, similars als amulets contra maleficis usats pels nens romans. També s'han trobat anells de pedra en quantitats variables, probablement associats a un culte a la fertilitat. Les imatges populars de terracota de déus i deesses que s'han trobat tenen un aspecte més arrelat a la terra que no al món de la divinitat.

## Ceràmica

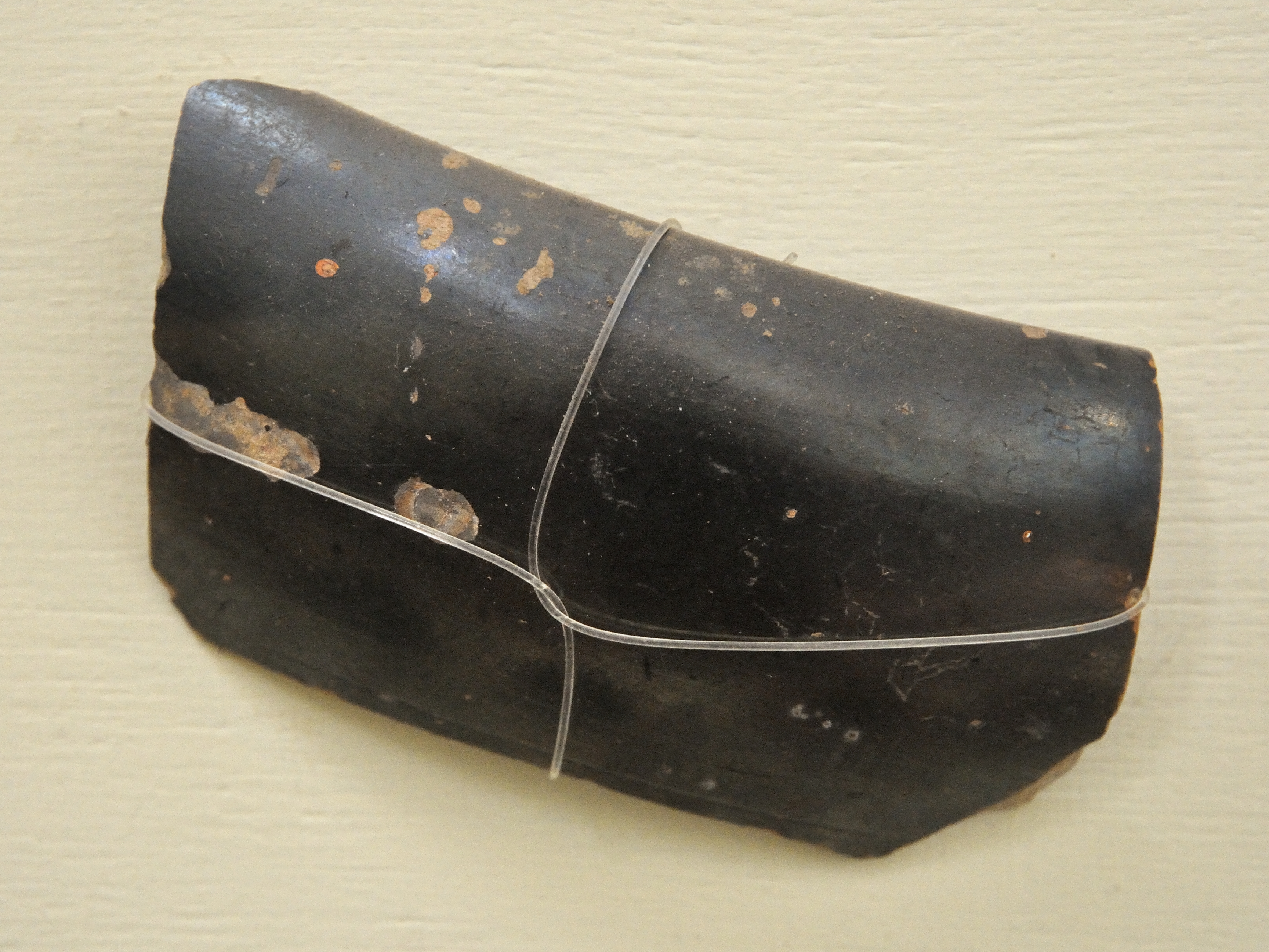
Peça brunyida de la cultura de la ceràmica negra polida del nord

L'ús del torn de terrissaire es va fer omnipresent. La ceràmica associada amb l'Imperi Màuria consta de molts tipus de peces i atuells, però la tècnica més desenvolupada s'observa en un tipus especial de terrissa coneguda com la de la Cultura de la ceràmica negra polida del nord, que va ser el segell distintiu dels períodes anteriors i del començament de l'època màuria. Aquesta ceràmica es va realitzar amb una fina argila al·luvial que, quan s'observa en la secció d'una peça, és per regla general de color gris i de vegades adopta un to vermellós. Està brunyida de manera lluent, cosa que li atorga la qualitat d'un esmalt, d'un color que varia del negre atzabeja al gris profund o al blau metàl·lic com de l'acer. De tant en tant, a la superfície s'hi fan evidents petites taques de color marró vermellós. Es pot distingir d'altres peces, com les vermelles polides o revestides amb grafit, per la seva peculiar lluentor. Aquesta ceràmica s'utilitza sobre manera per fabricar plats i bols petits. Es troba en abundància a la vall del Ganges. Encara que no era gaire rara, òbviament era una ceràmica més cara que les altres varietats de terrissa; de vegades se n'han trobat peces adobades amb grapes de coure, cosa que indica que una peça malmesa de la vaixella d'aquest tipus de ceràmica tenia valor suficient per ésser restaurada.

## Monedes

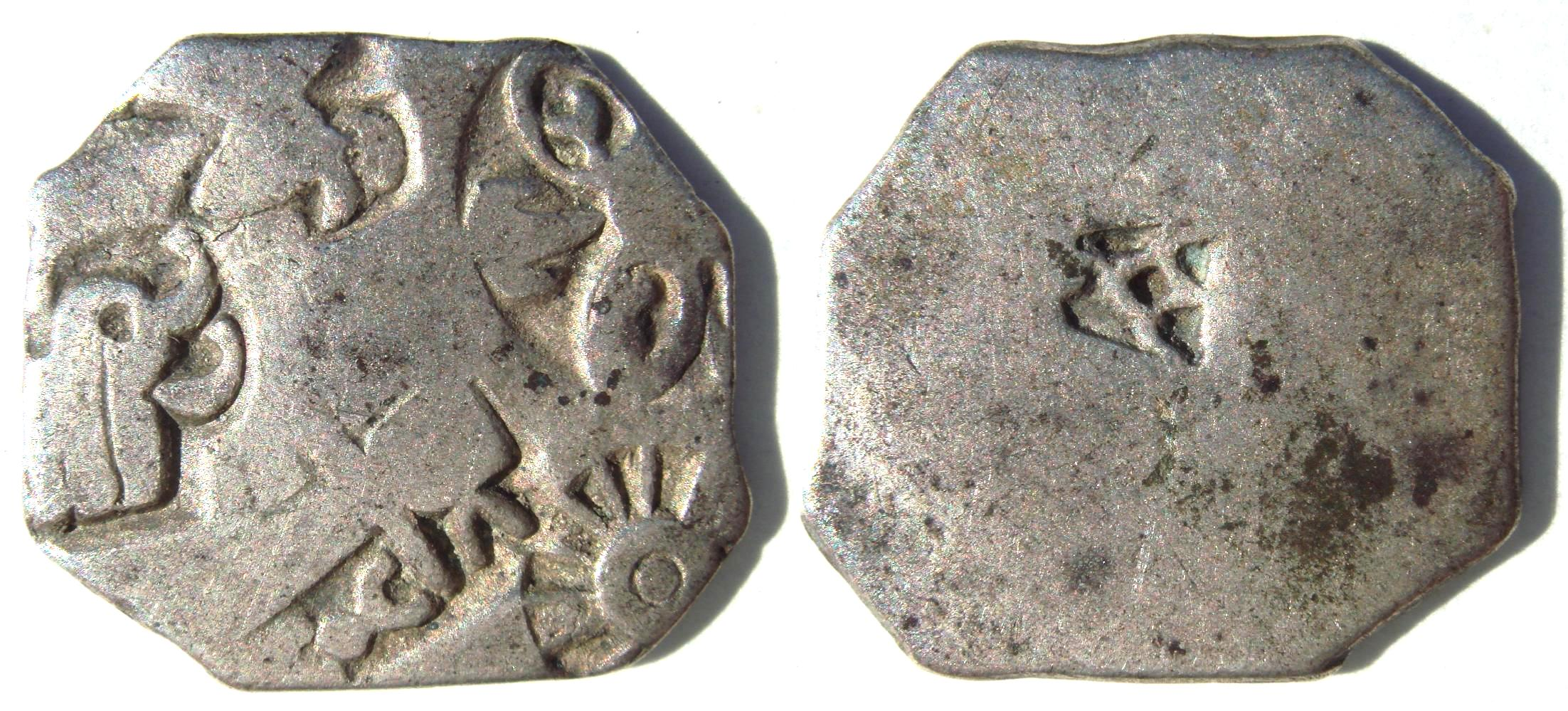
Monedes de plata de l'Imperi Màuria, amb inscripcions dels símbols de la roda i l'elefant

Les monedes emeses pels màuries van ser majoritàriament de plata i també se'n van encunyar algunes peces de coure, amb diversitat de formes, mides i pesos, i duien incisos un o més símbols. Els més comuns d'aquests símbols són l'elefant, l'arbre i la muntanya. La tècnica de producció d'aquestes monedes era, en general, primer fer el tall del metall i després la incisió dels diversos símbols. Aquests símbols es diu que representaven la insígnia reial o bé el senyal del gremi local que va emetre la moneda. Algunes monedes duien incises diverses marques, cosa que vol dir que les monedes més antigues sovint es reencunyaven. El contingut de l'aliatge s'assembla molt a l'especificat a l'Arthashastra, un antic tractat indi sobre l'art de governar, amb ensenyances sobre política econòmica i estratègia militar, escrit en sànscrit. Sobre la base de la identificació dels símbols en les monedes marcades amb uns certs governants màuries, El científic indi Damodar Dharmananda Kosambi, després d'identificar alguns dels símbols marcats a les monedes, va veure que corresponien a certs governants màuries i va comprovar que la moneda del tipus kārshāpaṇa de l'època màuria encunyada en temps del rei Chandragupta té el mateix pes que la seva predecessora, però conté molt més coure, i hi ha una gran variació de pes entre els diversos exemplars, cosa que fa sospitar que la fabricació d'aquesta moneda es va fer amb precipitació. Aquesta evidència de la tensió i la demanda insatisfeta de moneda corrent es va acompanyar d'una degradació de l'economia marcada per la inflació; a més a més, en aquesta època van desaparèixer les marques del revers, que eren el senyal identificatiu dels gremis comercials antics. Tot això, segons el parer de Kosambi, indica que es va produir una crisi fiscal en el període màuria tardà. Tanmateix, el seu mètode d'anàlisi i la identificació cronològica que fa han estat qüestionats.

## Pintura
Encara que, basant-nos en les descripcions que en fa Megastenes, es pot estar segur de la utilització artística de la pintura durant el període màuria, per desgràcia no ens n'ha arribat cap traça fins avui dia. Uns segles més tard, les pintures de les coves d'Ajanta, considerades les pintures índies més antigues trobades fins ara, mostren que al darrere hi havia una tradició ben desenvolupada, que potser va abastar fins i tot l'època màuria.

## Galeria d'imatges

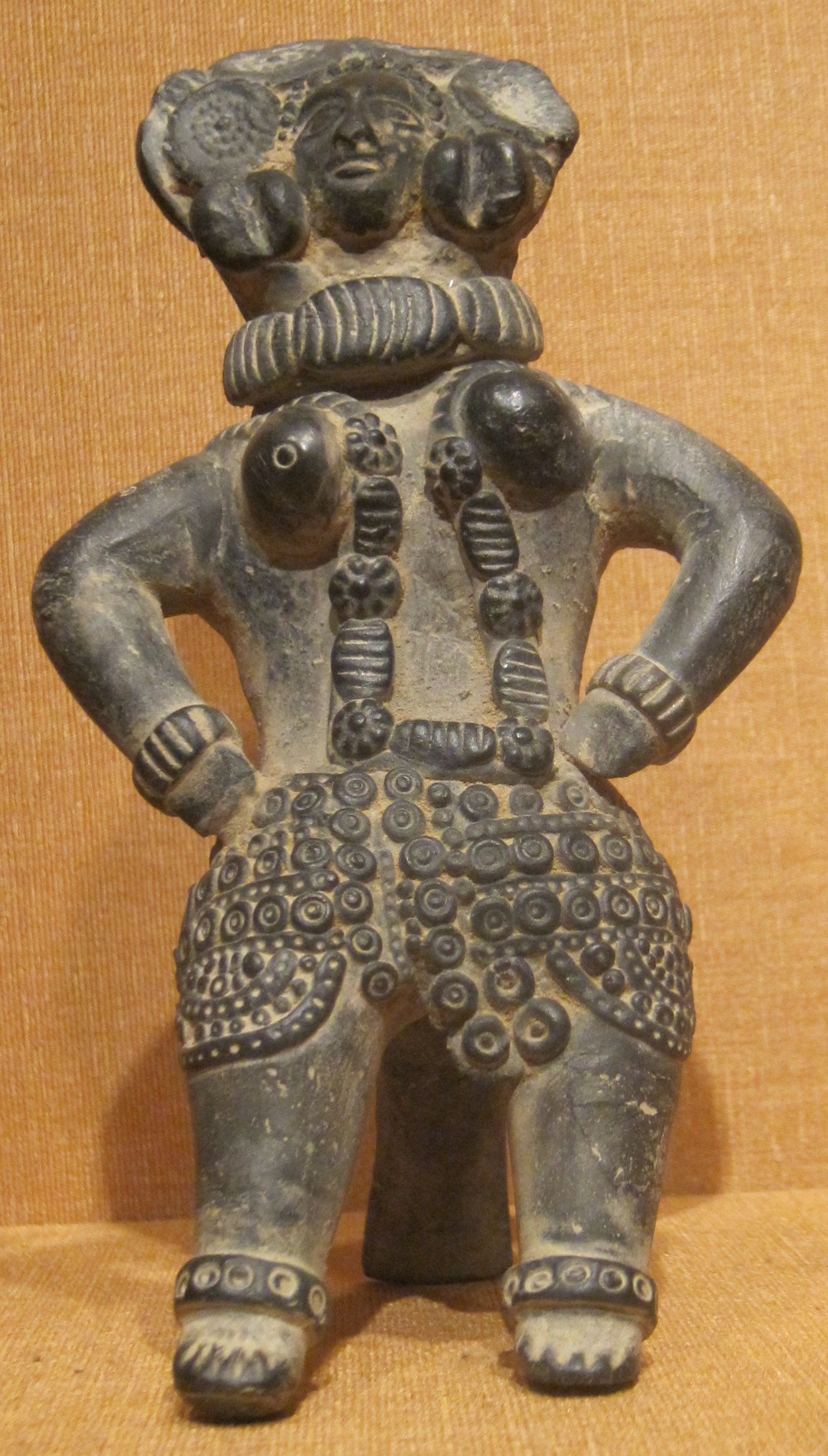
Figura femenina de terracota (320-200 aC), provinent del nord de l'Índia (Museu d'Art de Honolulu)
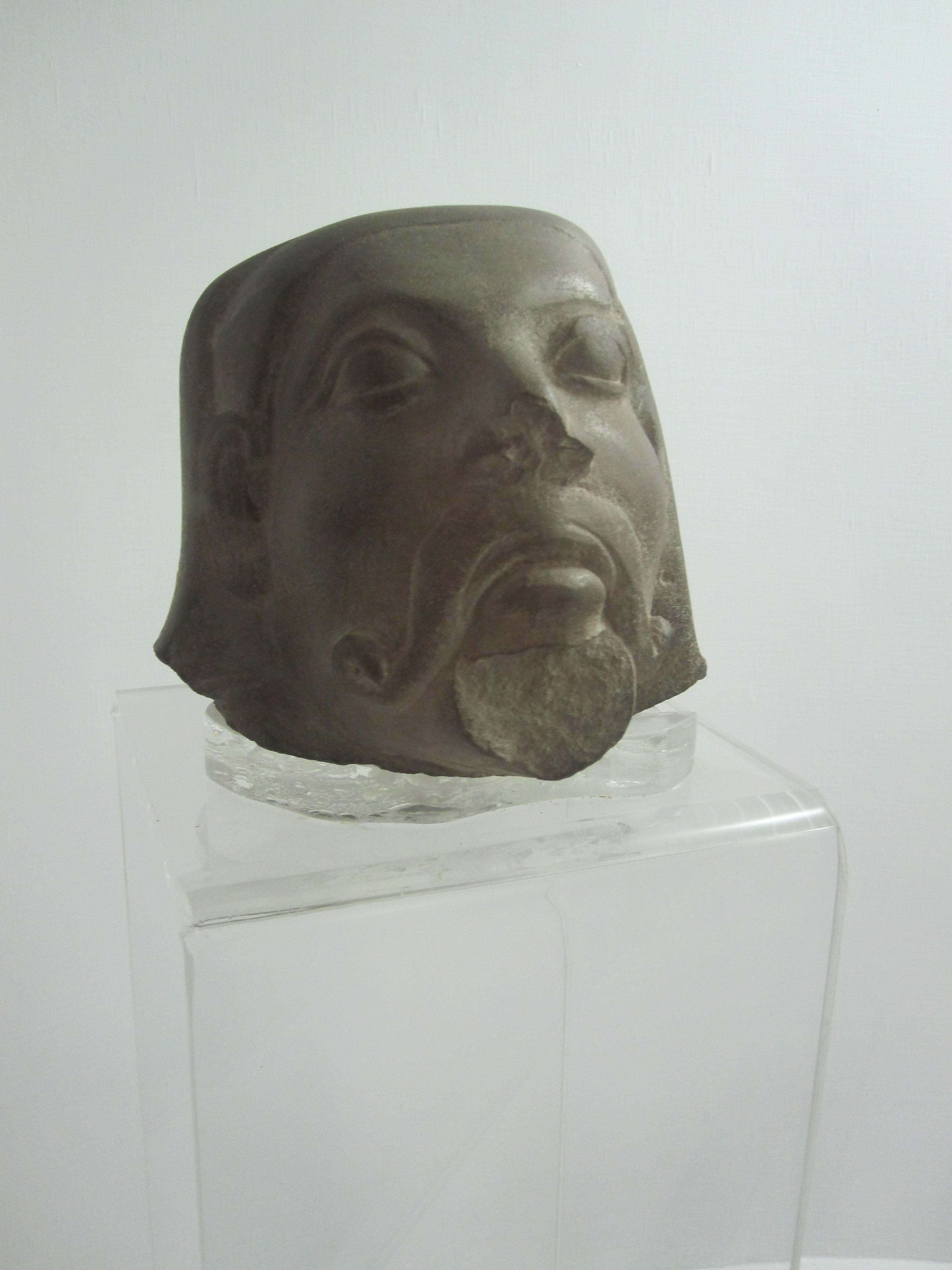
Cap d'home del segle iii aC, de pedra de gres, provinent de Sarnath (Museu Nacional de Nova Delhi)
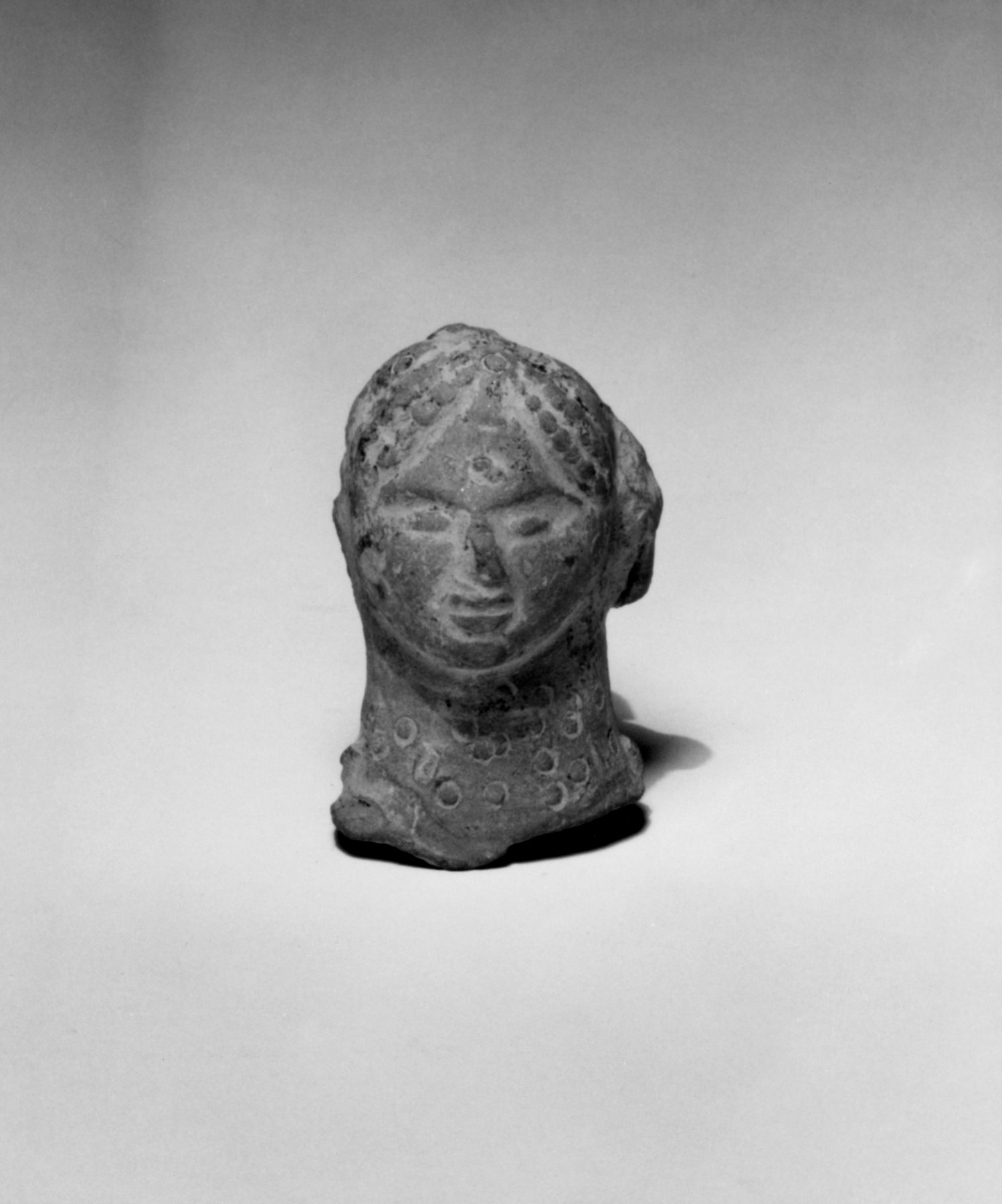
Cap de ceràmica popular d'una deïtat índia del segle iii aC (Walters Art Museum, Baltimore)
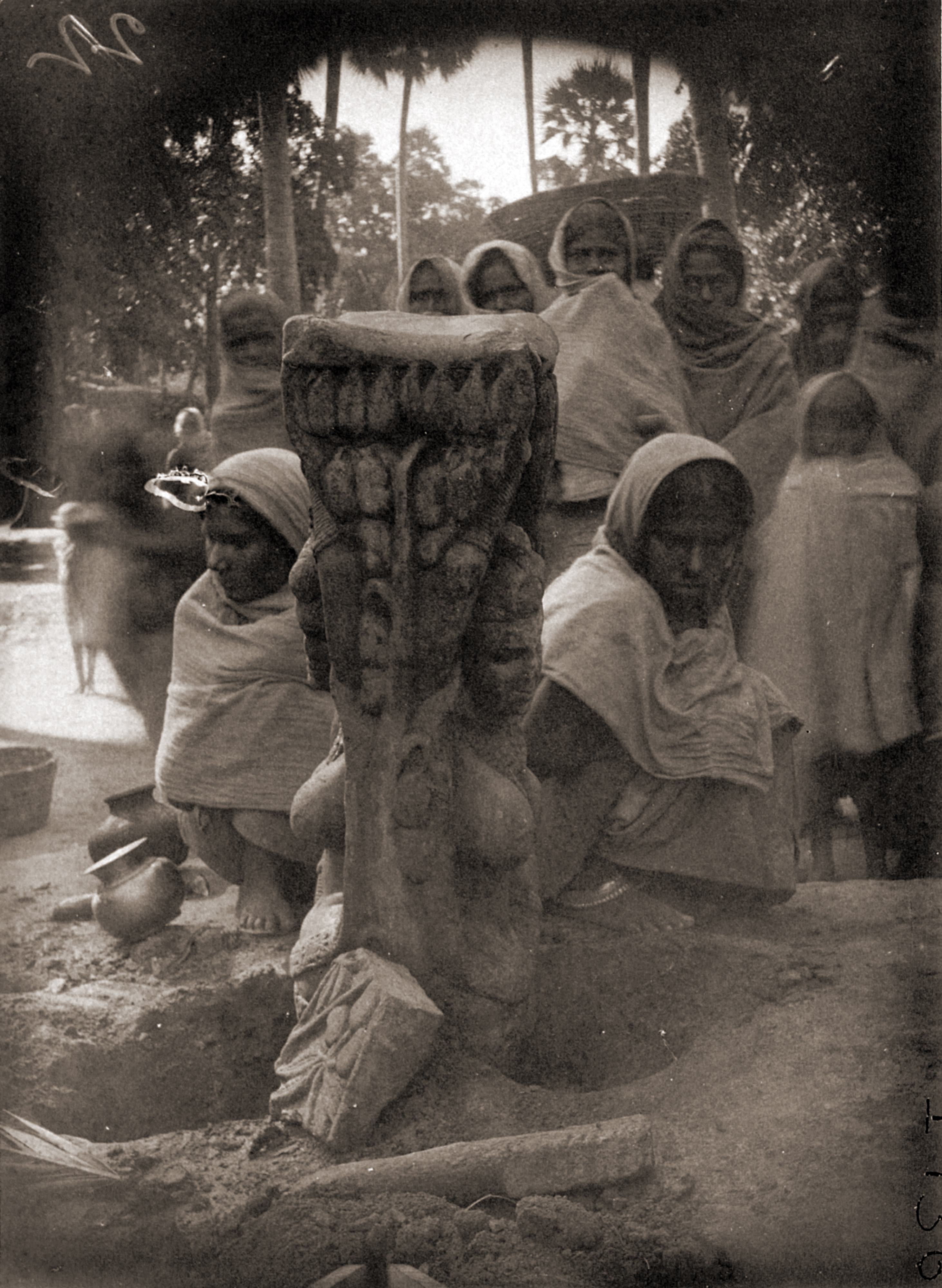
Estàtua de Matrikas trobada a la rodalia d'Agam Kuan (Patna)
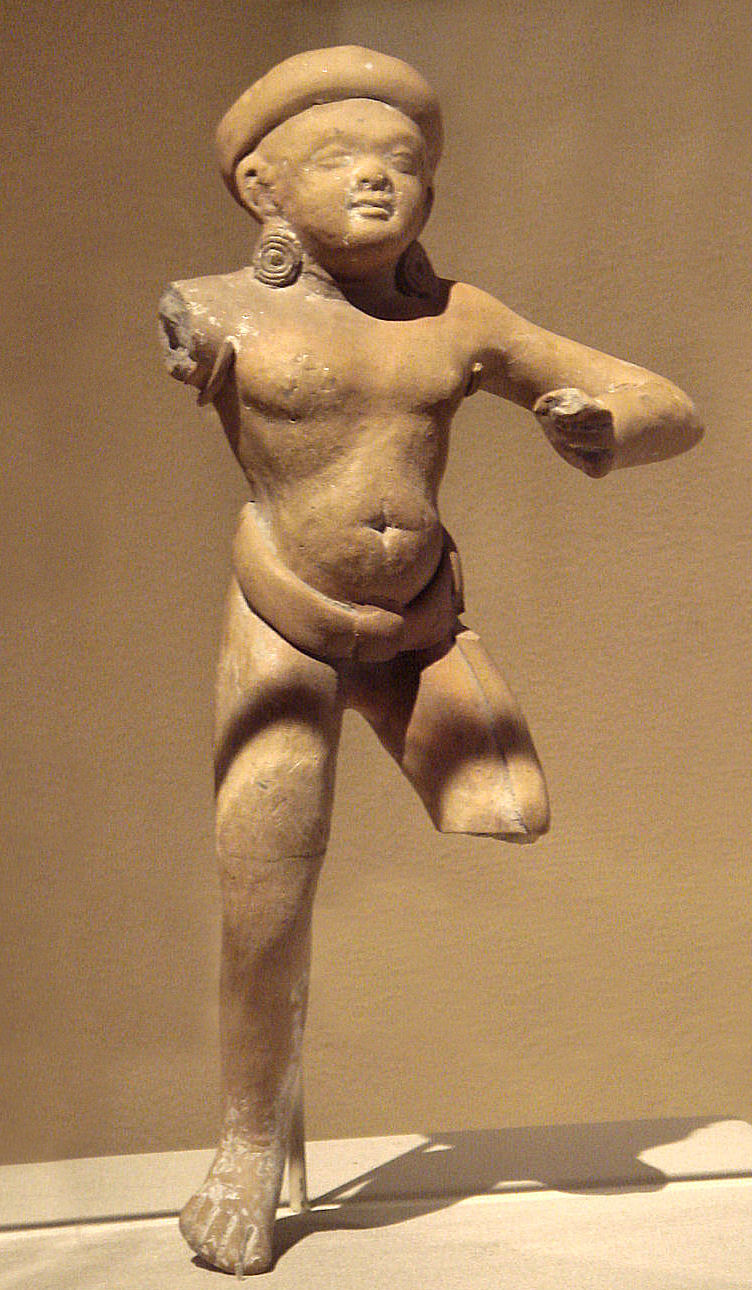
Estatueta del segle ii aC (Metropolitan Museum of Art, Nova York)
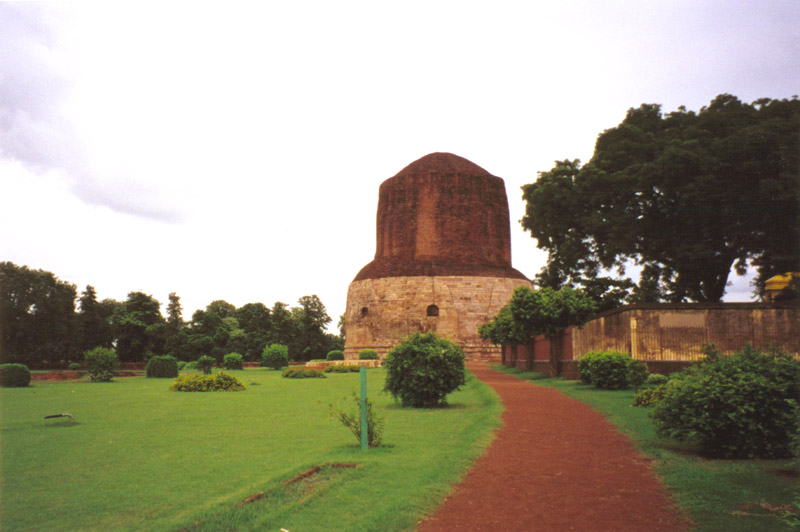
Stupa de Dhamek (Sarnath)
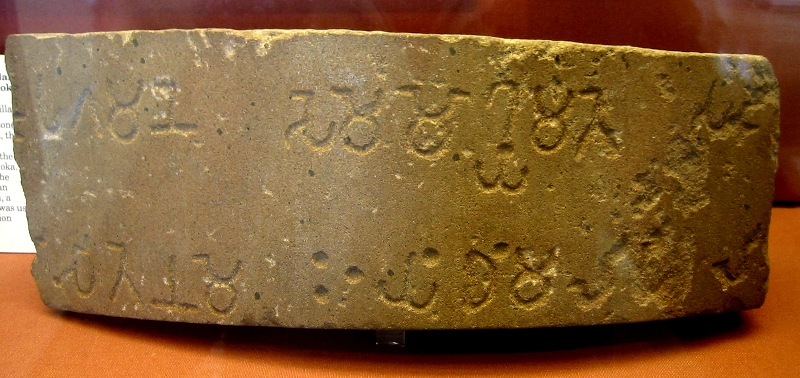
Fragment de pilar de gres amb el sisè Edicte d'Aixoka (238 aC), escrit en alfabet brahmi (Museu Britànic)
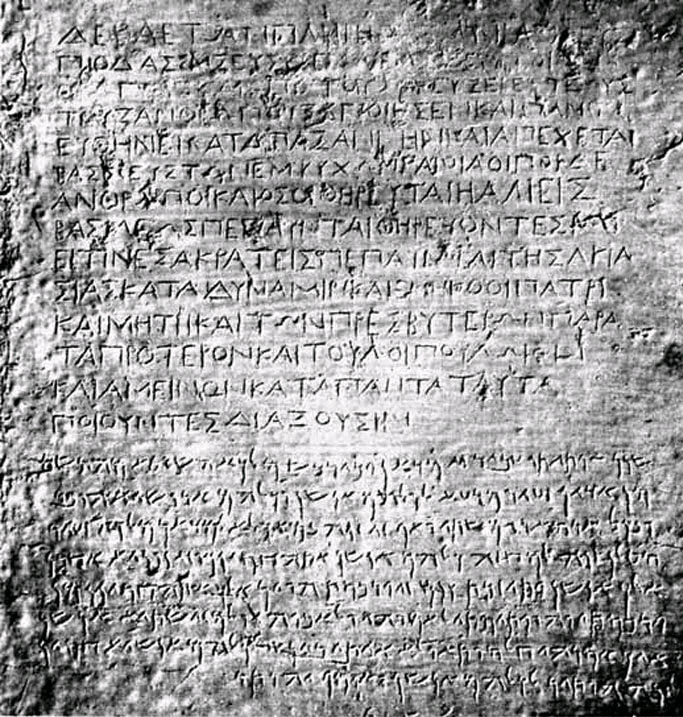
Inscripció bilingüe en una roca de Kandahar (Afganistan), escrita en grec i arameu, amb els cèlebres edictes promulgats pel rei Aixoka (Museu de Kabul)